# Héricourt (Haute-Saône)
Héricourt é uma comuna francesa na região administrativa de Borgonha-Franco-Condado, no departamento de Alto Sona. Estende-se por uma área de 18,08 km². Em 2010 a comuna tinha 10 931 habitantes (densidade: 604,6 hab./km²).